# Televisión de Mauritania
La Televisión de Mauritania (acrónimo TVM, en árabe: التلفزة الموريتانية‎, en francés: Télévision de Mauritanie) es la emisora de televisión pública estatal de Mauritania.

## Historia
Las transmisiones de televisión comenzaron en Mauritania con un proyecto apoyado con fondos iraquíes en 1980 antes de ser inaugurado oficialmente en septiembre de 1982 como parte de la Oficina de Radio Televisión de Mauritania (ORTM), con programas y boletines que se transmitían desde los estudios de la ORTM.
La Televisión de Mauritania se independizó de Radio Mauritanie el 10 de julio de 1984, comenzando entonces a emitir de forma independiente desde sus propios estudios. En 1990, TVM se convierte en una institución pública de carácter industrial y comercial (EPIC) en 1990, pasando posteriormente a ser una institución pública de carácter administrativo (EPA) en 1991.
TVM empezó a transmitir desde los satélites de Arabsat en octubre de 1992 durante cuatro horas y media al día, ampliándose luego a 10 horas en junio de 1997 y 24 horas a finales de 2005. TVM al principio transmitía a través del satélite Arabsat-2A, cambiando luego a Badr-4 alrededor de 2004 para llegar a una audiencia más amplia en Medio Oriente y África, transmitiendo en ese satélite desde entonces.
TVM fue miembro asociado de la Unión Europea de Radiodifusión de 2003 a 2013.
El 13 de octubre de 2007, TVM lanzó un segundo canal (TVM Plus), ahora conocido como El Mouritaniya 2.
En 2015, el ministro de Educación Superior presentó un proyecto para crear un canal de televisión educativo que transmitiera conferencias universitarias en cooperación con la Universidad de Nouakchott, aunque finalmente no se puso en marcha.
El 26 de octubre de 2017, el Consejo de Ministros acordó la creación de un canal deportivo y cultural: Arriadia comenzó a emitir el 28 de noviembre de 2017 (Día de la Independencia), mientras que Athagavia empezó a emitir el 1 de diciembre de 2017 durante el Festival de las Ciudades Antiguas celebrado en Tichitt.
En abril de 2019, el canal de televisión religioso El Mahadra fue transferido de Radio Mauritanie a TVM, justificando por el gobierno bajo la intención de incluir El Mahadra en el paquete de TVM y beneficiarlo de "la experiencia técnica de la televisión nacional". El 31 de marzo de 2023, el gobierno de Mauritania anunció que había comenzado a trabajar para retransferir el canal de televisión a Radio Mauritanie después de años de disputa entre TVM y Radio Mauritanie, completándose la transferencia el 12 de abril de 2023.
El 3 de mayo de 2019 comenzó sus emisiones Al Barlemania (Parliament TV), siendo la primera emisora legislativa dedicada del Magreb. Se gestiona conjuntamente con la Asamblea Nacional, transmitiendo desde su sede.

## Canales de televisión actuales
- El Mouritaniya (en árabe: الموريتانية‎) es un canal de televisión generalista, que emite noticias y entretenimiento. Comenzó a emitir el 10 de julio de 1984. Tiene una transmisión simultánea de alta definición conocida como El Mouritaniya HD.
- El Mouritaniya 2 (en árabe: الموريتانية 2‎), anteriormente conocido como TVM Plus) es un canal con una programación ligeramente más restringida con énfasis en las lenguas nacionales minoritarias de Mauritania (wolof, pulaar y soninké). Comenzó a emitir el 13 de octubre de 2007 (Eid al-Fitr).
- Arriadia (en árabe: الرياضية‎) es un canal de deportes, centrado principalmente en la retransmisión de partidos de la liga nacional de fútbol de Mauritania, Super D1. Comenzó a emitir el 28 de noviembre de 2017 (Día de la Independencia).
- Athagavia (en árabe: الثقافية‎) es un canal cultural. Comenzó a emitir el 1 de diciembre de 2017 durante el Festival de las Ciudades Antiguas celebrado en Tichitt .
- Al Barlemania (en árabe: البرلمانية‎) es la emisora legislativa del país, gestionada conjuntamente con la Asamblea Nacional. Comenzó a emitir el 3 de mayo de 2019